# La dama del lago (novela)
La dama del lago (en polaco: Pani jeziora), es una novela escrita por Andrzej Sapkowski, publicada en Polonia en 1998, es la quinta y última novela en La saga del brujo, séptima de los libros en general.

## Argumento
La saga de Geralt de Rivia llega a su final a partir de los relatos de algunos personajes surgidos a lo largo de los libros anteriores, que van recordando el pasado. Se evocarán los últimos coletazos y el desenlace de la guerra entre el Imperio Nilfgaardiano y los reinos del norte, así como el papel que pretende jugar la nueva logia de hechiceras en la postguerra; también se dan a conocer los destinos de Yennefer, cautiva en el Castillo de Stygga bajo custodia de Vilgefortz, desesperado por conocer el paradero de Ciri y de Geralt de Rivia, así como de todos los personajes que acompañan al brujo; asimismo, se descubrirá el destino final de Ciri, sobre el que los elfos habían profetizado y motivo por el que retienen en su mundo a la joven más allá de la Puerta de la Golondrina, pese a los deseos de ésta de evitar que se cumplan los malos augurios que recaen sobre sus más estimados amigos.